# Александар Лебл
Александар Лебл (Београд, 1. мај 1922. - Београд, 2020.) је учесник Народноослободилачке борбе и новинар.

## Биографија
Рођен је у Београду од оца Леона Х. Лебла, рударски инжењер, и  мајке Ане, рођ. Робичек. Четири разреда основне школе и први разред гимназије похађао је у Алексинцу. Осталих седам разреда гимназије завршио је у Трећој реалној мушкој гимназији у Београду, где је матурирао 1940. Започео је студије технике на Техничком факултету у Београду, које је прекинуо због рата. Преживео је бомбардовање Београда. Са лажним документима, напустио је Београд 25. октобра 1941. и отишао за Сплит. У Сплиту је био до августа 1942, када је био откривен и са групом Јевреја послат за Дубровник. Након саслушања, на којем је тврдио да је старокатолик, био је пуштен. Отишао је у Сплит, где је поново ухапшен и затворен. Током септембра и октобра 1942, био је у конфинацији у Новом Винодолу, а од новембра у логору у Краљевици. Ту је остао до јуна 1943, када је пребачен на Раб, у логор за цивилне ратне интернирце, где се налазио до септембра. Након капитулацијe Италије, био је борац у Петом јеврејском батаљону Рапске партизанске бригаде, затим у Другој бригади Седме банијске дивизије. Током рата, био је шеф канцеларије Треће бригаде Седме банијске дивизије, помоћник шефа Одсека за организацију бригаде и члан бригадног комитета СКОЈ-а. Два пута је лакше рањен. Из рата је изашао у чину заставника, а касније је напредовао до чина капетана. Демобилисан је крајем 1945.
По повратку у Београд, студирао је права уз призната два семестра са Техничког факултета (1946—1948). У истом периоду, хонорарно је радио у међународном одељењу Централног већа Народне омладине Југославије. За Савез омладина балканских земаља издавао је публикације на француском и енглеском језику. Водио је стране омладинске бригаде на радним акцијама током лета (1946—1948). У јесен 1948, почео је да ради у Министарству спољне трговине, у Дирекцији за међународну шпедицију (1948-1949). Након што је био разрешен дужности кадровика у Дирекцији, због сестриног хапшења и робијања на Голом отоку, ванредно је завршио студије економије (1949-1953). По укидању Министарства спољне трговине, прешао је у Дирекцију за информације ФНРЈ (1952—1954), где је радио до њеног расформирања. Краће време је радио у Дирекцији за економску и техничку помоћ. Затим је преводио и писао за америчке новинаре-дописнике из Југославије (Тајм, Лајф, Њузвик). Уредник у спољнополитичкој редакцији Вечерњих новости био је од 1955. до 1961, када је прешао у Борбу (1961-1963). Након тога је радио у Економској политици од 1963. до пензионисања 1977, али је писао и после тога, све до 1997. Писао је уводнике у Економисту од оснивања 1997. до 2008. Дописник Фајненшал тајмс био је од 1968. до 1990. Извештавао је за Вечерње новости и Борбу из Пољске 1956. Као стипендиста Фордове фондације, био је у САД на усавршавању (1964—1965) и за то време слао извештаје за Економску политику. Писао је за пољске (Express Wieczorny), румунске (Viaţa Economică) и америчке (The Journal of Commerce) листове.
Преминуо је у Београду 2020. године.

## Одликовања
- Медаља за храброст
- Орден заслуга за народ III реда.